# Cataulacus simoni
Cataulacus simoni é uma espécie de formiga do gênero Cataulacus, pertencente à subfamília Myrmicinae. É uma espécie que pode ser encontrada na China, Índia e Sri Lanka.